# Tissi
Tissi é uma comuna italiana da região da Sardenha, província de Sassari, com cerca de 1.875 habitantes. Estende-se por uma área de dez quilômetros quadrados, tendo uma densidade populacional de 188 hab/km². Faz fronteira com Ossi, Sassari, Usini.

## Demografia
| Variação demográfica do município entre 1861 e 2011                               |
|                                                                                   |
| Fonte: Istituto Nazionale di Statistica (ISTAT) - Elaboração gráfica da Wikipedia |